# Дженніфер Рубін
Дженніфер Коллен Рубін (англ. Jennifer Collene Rubin; нар. 3 квітня 1962, Фінікс, Аризона) — американська акторка та модель.

## Біографія
Закінчила Аризонський університет. Почала кар'єру в ролі моделі, в перший же рік отримала титул «Модель року». 
Була конкурентною плавчинею. Рубін вирішила потрапити в діючий акторський склад у 1987 р., її великий прорив стався, коли вона отримала роль Тарін у хітовому фільмі жахів «Кошмар на вулиці В'язів: Воїни сновидінь. Пізніше знялася в таких фільмах, як «Погані сни» (1988) (перша велика роль) та «Крикуни» (1995). Також знялася в деяких фільмах для телебачення.
З'явилася як гостя на телешоу, в тому числі «Сутінкова зона» і «Байки зі склепу». Станом на жовтень 2006 р. працювала над романом і в нерухомості.

## Фільмографія
- Трансформери 2: Захід людства (2009)
- Амазонки і гладіатори (2001)
- Лоулесс: За справедливість (2001)
- Реюньйон (2001)
- Жорстокі ігри (2001)
- Фатальний конфлікт (2000)
- Убивство на дорозі (1999)
- Угода життя (1999)
- Маленькі відьми (1996)
- Крикуни (1995)
- Нічний незнайомець (1994)
- Червоний скорпіон 2 (1994)
- Євангеліє від Гаррі (1994)
- Ефект Коріоліса (1994)
- Святі і Грішники (1994)
- Повне затемнення (1993)
- Тиснява (1993)
- Страх усередині (1992) (ТБ)
- Жінка, її чоловік та її хитрощі (1992)
- Жертва краси (1991)
- Занадто багато сонця (1990)
- Кошмар на вулиці В'язів 3: Воїни сновидінь (1987)